# Ultano
Ultano (Irlanda, VII secolo – 686) è stato un monaco cristiano irlandese, missionario in Belgio, dove diresse l'abbazia di Fosses-la-Ville. È venerato come santo dalla Chiesa cattolica.

## Biografia
Era di nobili origini irlandesi: figlio di Fintan, a sua volta figlio del re di Munster, e di Gelgehes, figlia di un capo-clan irlandese, Ultano era dunque fratello di Furseo e di Foillano (che poi sarebbe diventato primo abate dell'abbazia di Mont Saint-Quentin). Si fece monaco coi fratelli e lasciò il suo paese natale, l'Irlanda. Giunti in Inghilterra, i tre verso il 634 stabilirono grazie a Sigeberto dell'Anglia Orientale) una comunità monastica a Cnobheresburg, in una fortezza di epoca romana, luogo identificato con un minimo di certezza in Burgh Castle, vicino a Great Yarmouth e Lowestoft.
Ultano lasciò la comunità verso il 643 insieme al fratello Furseo per passare un anno in eremitaggio, lasciando la guida del monastero a Foillano.
In seguito con Foillano ed altri compagni furono ben accolti a Péronne (Somme) da Ercinoaldo, maestro di palazzo. Tuttavia, per motivi ignoti, essi lasciarono Péronne per trasferirsi a Nivelles, ove vi erano già altri monaci irlandesi. 
Santa Gertrude di Nivelles, di agiata e colta famiglia (e sorella di Grimoaldo I), era badessa di un monastero misto a Nivelles e, avendo fatto amicizia con Foillano (che, secondo la tradizione dei monaci irlandesi, era abate-vescovo), gli affidò l'evangelizzazione delle vicine terre germaniche, ancora pagane.
Poi successe al fratello Foillano come abate dei monasteri di Fosses-la-Ville e di Mont Saint-Quentin, vicino a Péronne. 
Ultano morì nel maggio 686.

## Culto
È ricordato il 2 maggio dalla Chiesa cattolica e il 1º maggio dalle Chiese ortodosse.